# Rhopaea magnicornis
Rhopaea magnicornis är en skalbaggsart som beskrevs av Blackburn 1888. Rhopaea magnicornis ingår i släktet Rhopaea och familjen Melolonthidae. Inga underarter finns listade i Catalogue of Life.